# Mozac
Ne doit pas être confondu avec Mauzac ou Meauzac.
Mozac (prononcé /moza/) est une commune française, située dans le département du Puy-de-Dôme en région Auvergne-Rhône-Alpes.
La commune fait partie de l'unité urbaine de Riom et d'une manière plus large de l'aire d'attraction de Clermont-Ferrand. Avec 3 889 habitants, Mozac est la quatrième commune la plus peuplée de la communauté d'agglomération Riom Limagne et Volcans qui regroupe trente-et-une communes, soit plus de 67 000 habitants.
Les habitants de Mozac sont appelés les Mozacois et autrefois les Mozadaires lorsque la commune s'écrivait « Mozat » (avec un t final). C'est la raison pour laquelle le c dans Mozac n'est pas prononcé par la population.

## Géographie

### Site et localisation
Le territoire de Mozac se situe dans la plaine de la Limagne, au pied de la chaîne des Puys, limitrophe de Riom et à 15 km au nord de Clermont-Ferrand. Jusqu'en mars 2015, elle était située dans le canton de Riom-Ouest ; depuis cette date, à la suite du redécoupage des cantons du département, elle est intégrée dans le nouveau canton de Châtel-Guyon.
Avant l'an mil, la première formation du bourg de Mozac (environ 1,15 ha) s'est développée contre la voie romaine Augustonemetum-Avaricum. Ce regroupement d'habitations est bordé à 50 m au sud par le ruisseau d'Ambène qui permit de séparer naturellement le bourg de l'abbaye (sa porte générale et ses remparts ont été édifiés contre le ruisseau qui traverse le territoire d'ouest en est).
Le bourg se situe à l'est de la commune actuelle, à son point le plus bas : 354 m d'altitude.
Les limites du territoire de Mozac ont été fixées pour la première fois le 3 juin 1348, à la suite d'un conflit entre les religieux de l'abbaye de Mozac et les consuls de la ville de Riom. Pour l'occasion, sept bornes dites de justice en pierre de Volvic ont été plantées entre Riom et Mozac sur l'actuel tracé de la rue Henri-Pourrat, mitoyenne aux deux communes. Une borne est restée en place ; deux autres en meilleur état sont conservées au musée lapidaire de Mozac. Une face représente une crosse symbole de l'abbaye de Mozac, tandis que sur le revers est gravée une fleur de lys désignant la ville royale de Riom.
Le territoire de Mozac était constitué jusqu'à la Révolution de deux paroisses avec l'église Saint-Paul au nord (contre la mairie actuelle) et l'église Saint-Martin au sud (près du cimetière actuel). La commune de Mozac créée en 1790 est donc la conséquence du regroupement de ces deux paroisses.

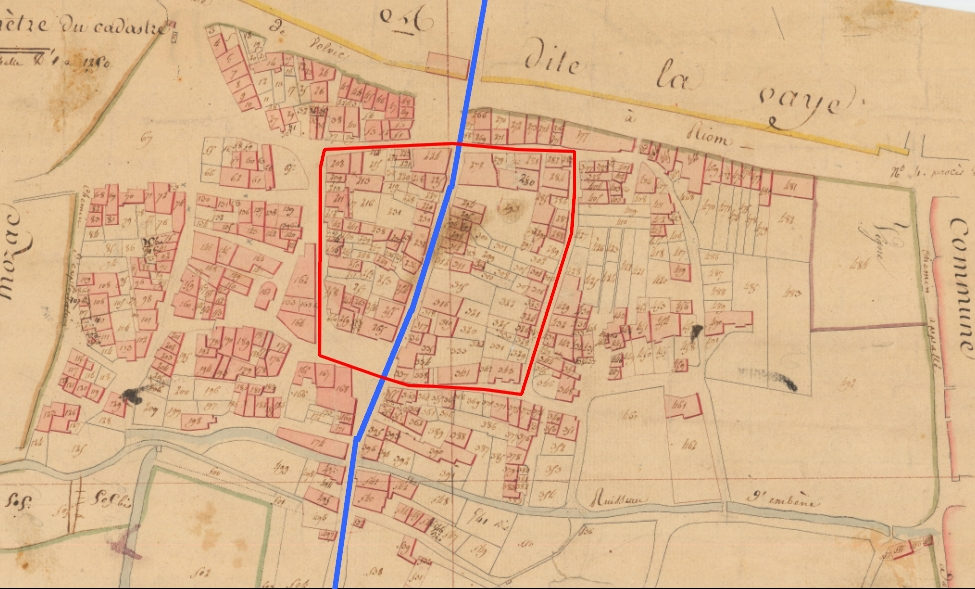
Le bourg de Mozac sur le plan cadastre de 1809. En rouge : délimitations de la première formation du bourg avant l'an mil. En bleu : passage de l'ancienne voie romaine.
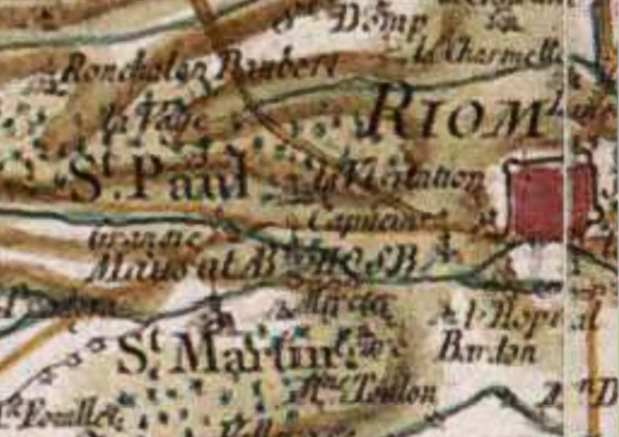
« Mausat » sur la carte de Cassini (vers 1777).
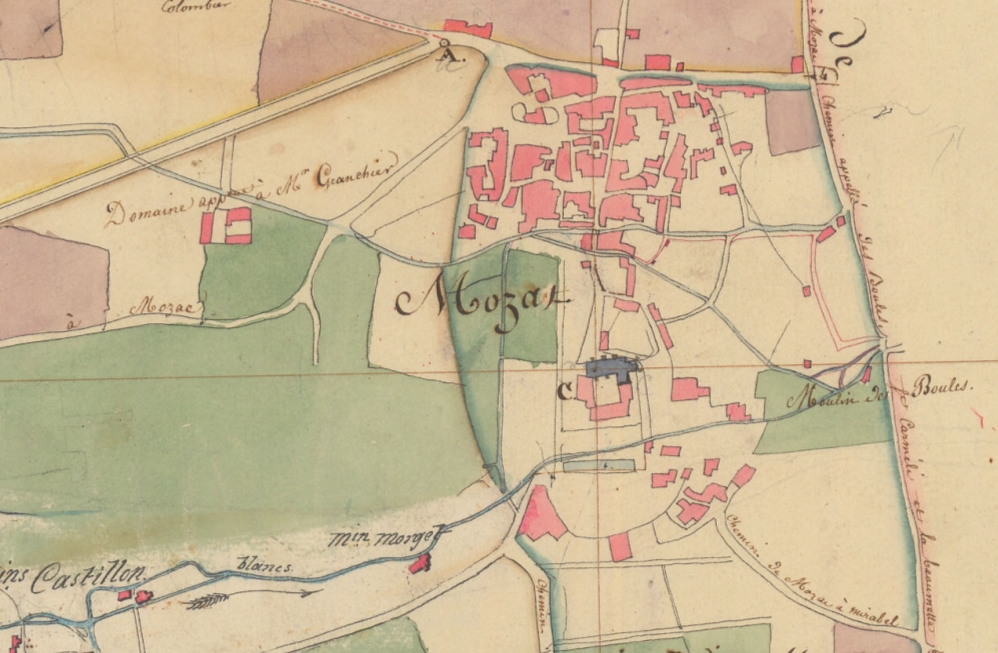
Plan cadastral du bourg de Mozac en 1809.

### Communes limitrophes
|          |        |      |
| Enval    | Mozac  | Riom |
| Malauzat | Marsat |      |

Les communes limitrophes sont Riom, Enval, Malauzat et Marsat.

### Hydrographie

Réseau hydrographique de Mozac avec le ruisseau de l'Ambène.

La commune est traversée d'ouest en est par le ruisseau de l'Ambène.
Le ruisseau dit des Moulins-Blancs (aussi appelé « de Saint-Genest »), qui émerge également à l'ouest (Saint-Genest-l'Enfant, commune de Malauzat) et qui fait partie du bassin versant de l'Ambène, traverse aussi Mozac pour se jeter dans l'Ambène au lieu-dit des Boules à l'est, en limite des communes de Mozac et de Riom.
Un troisième ruisseau prend sa source  à l’est du hameau de Viallard (commune de Volvic) puis descend jusqu'à Mozac à travers la vallée de Barret (contre le flanc est du puy de la Bannière) au village de Crouzol (commune de Volvic). Il prend d'ailleurs son nom : « le Crouzol ». Il est le principal affluent de l'Ambène.
Ces ruisseaux ont été détournés et canalisés dans l'ancien enclos de l'abbaye de Mozac et ont ainsi créé un réseau hydrographique fourni qui favorisait la défense du site (au nord contre le village de Mozac, les enceintes bordent le ruisseau d'Ambène) et qui a permis de bâtir deux moulins à eau dans l'enclos monastique (un au nord sur l'Ambène, et un au sud sur le ruisseau des Moulins-Blancs) ; le territoire mozacois comptera au fil des siècles jusqu'à dix-sept moulins. Les ruisseaux ont pu également alimenter au Moyen Âge les douves ceinturant l'abbaye.

### Climat
Pour des articles plus généraux, voir Climat d'Auvergne-Rhône-Alpes et Climat du Puy-de-Dôme.
En 2010, le climat de la commune est de type climat océanique dégradé des plaines du Centre et du Nord, selon une étude du Centre national de la recherche scientifique s'appuyant sur une série de données couvrant la période 1971-2000. En 2020, Météo-France publie une typologie des climats de la France métropolitaine dans laquelle la commune est exposée à un climat de montagne ou de marges de montagne et est dans la région climatique  Nord-est du Massif Central, caractérisée par une pluviométrie annuelle de 800 à 1 200 mm, bien répartie dans l’année. 
Pour la période 1971-2000, la température annuelle moyenne est de 11 °C, avec une amplitude thermique annuelle de 16,3 °C. Le cumul annuel moyen de précipitations est de 670 mm, avec 8,8 jours de précipitations en janvier et 6,8 jours en juillet. Pour la période 1991-2020, la température moyenne annuelle observée sur la station météorologique de Météo-France la plus proche, « Sayat_sapc », sur la commune de Sayat à 8 km à vol d'oiseau, est de 11,2 °C et le cumul annuel moyen de précipitations est de 776,1 mm,. Pour l'avenir, les paramètres climatiques de la commune estimés pour 2050 selon différents scénarios d'émission de gaz à effet de serre sont consultables sur un site dédié publié par Météo-France en novembre 2022.

### Voies de communication et transports

#### Voies routières
Mozac est accessible depuis l'autoroute à deux numéros A71/A89, par la sortie 13 desservant l'agglomération de Riom, ainsi que la route départementale 2029, anciennement route nationale 9 traversant Riom.
Le centre-ville est traversé par la route départementale 986, ancienne route nationale 686 reliant Riom à Volvic et à l'ouest du département.

#### Transports en commun
La commune est desservie par plusieurs lignes d'autobus et d'autocars :
- la ligne P73 du réseau interurbain du Puy-de-Dôme (Cars Région Puy-de-Dôme), reliant Clermont-Ferrand à Châtel-Guyon[9] ;
- la ligne 1 du réseau RLV Mobilités, reliant Volvic et Enval à l'ouest, à la gare SNCF de Riom et à Ménétrol à l'est[10].

## Urbanisme

### Typologie
Au 1er janvier 2024, Mozac est catégorisée ceinture urbaine, selon la nouvelle grille communale de densité à sept niveaux définie par l'Insee en 2022.
Elle appartient à l'unité urbaine de Riom, une agglomération intra-départementale regroupant six  communes, dont elle est une commune de la banlieue,,. Par ailleurs la commune fait partie de l'aire d'attraction de Clermont-Ferrand, dont elle est une commune de la couronne,. Cette aire, qui regroupe 209 communes, est catégorisée dans les aires de 200 000 à moins de 700 000 habitants,.

### Occupation des sols
L'occupation des sols de la commune, telle qu'elle ressort de la base de données européenne d’occupation biophysique des sols Corine Land Cover (CLC), est marquée par l'importance des territoires artificialisés (54,2 % en 2018), en augmentation par rapport à 1990 (49,7 %). La répartition détaillée en 2018 est la suivante : zones urbanisées (47,3 %), zones agricoles hétérogènes (45,8 %), zones industrielles ou commerciales et réseaux de communication (7 %). L'évolution de l’occupation des sols de la commune et de ses infrastructures peut être observée sur les différentes représentations cartographiques du territoire : la carte de Cassini (XVIIIe siècle), la carte d'état-major (1820-1866) et les cartes ou photos aériennes de l'IGN pour la période actuelle (1950 à aujourd'hui).

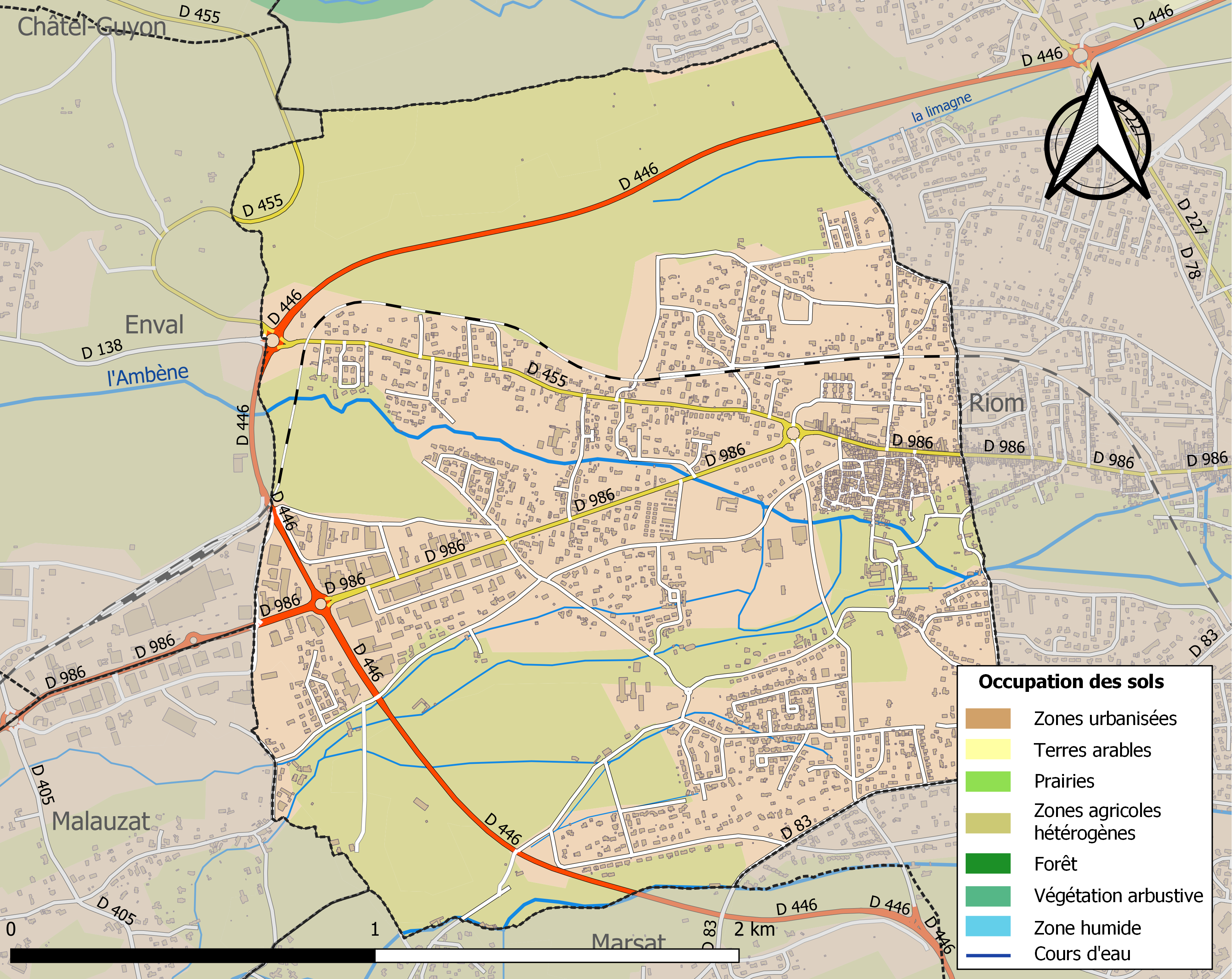
Carte des infrastructures et de l'occupation des sols de la commune en 2018 (CLC).

## Blason
La composition du blason de la commune de Mozac est : Parti, au premier d'azur à la clef d'or posée en pal, au second du premier à la fleur de lys aussi d'or.
Il était jusqu'à la Révolution celui de l'abbaye de Mozac avant qu'il ne soit repris par la commune dans les années 1960.
La clef rappelle le patronage de saint Pierre, puisque l'abbaye était appelée « Saint-Pierre de Mozac ». La fleur de lys renvoie à l'appartenance royale depuis 764 ou 848 lorsque le roi, Pépin le Bref ou Pépin II d'Aquitaine rédigea une charte de protection et de donations pour l'abbaye.

## Toponymie et prononciation

### Origine du nom
Au VIe siècle, Grégoire de Tours cite l'existence d'un vicus de « Mussiacas » : mais ce lieu doit être identifié à Moussages (Cantal). D'après une autre version, il appellerait Mozac vicus Musiacus, ce qui signifierait « le séjour des muses ».
- Sur les documents médiévaux, la forme latinisée de Mozac était très variable : Mauzaco[19], Mosaco, Mausaco[réf. souhaitée], Mozaco[20], Mauzacum, Mausiacum, Mausiacus[21], Mauziaci en 1184, Moissacus vers 1315, Mausat en 1373, Mauziacus en 1392, Moziacus en 1467[22] notamment.
- Il en va de même en ancien occitan et français : Mauzac, Mozat, Mozac, Mausac, etc. Comme tout nom de lieu, aucune graphie n'était fixe.
- Ce n'est que lors de la constitution de la commune en 1790 que l'on retient la forme Mozat. Cette appellation perdure jusque vers les années 1870 où l'on commence à préférer Mozac. Pourtant Mozac est un des rares exemples d'une suffixation en -ac en Basse-Auvergne, où l'on retrouve, de nos jours, plus volontiers des communes dont le nom se termine en at comme : Blanzat, Cébazat, Ennezat, Malauzat, Manzat, Marsat.
- Pourtant Mozac continue de se prononcer Moza, comme s'il y avait un t muet à la fin.
- Les formes -ac et -at (sous sa variante auvergnate, et limousine parfois) viendraient d'un suffixe gallo-roman -acum qui signifie le lieu de. D'après Albert Dauzat, il est précédé du nom de personne latin Maletius ou gaulois Mausos. Homonymie avec les nombreux Mauzac, Mozac, Mozé, Mauzé, Mouzay, etc. Une autre définition toponymique est aussi avancée : « placé au milieu des eaux », vu les nombreux ruisseaux (Ambène, Moulins-Blancs…) qui auraient déterminé l'implantation de l'abbaye en cet endroit.
- On peut donc nommer les habitants les Mozacois (Mozac) ou les Mozadaires (Mozat). Une distinction populaire appelait Mozadaires toute personne qui était originaire de Mozac ; les Mozacois étant alors les nouveaux habitants.
- Traditionnellement, on parle de la « commune de Mozac », mais on l'écrit « Mozat » lorsqu'on évoque le Mozac historique ou qu'on traite de l'abbaye de Mozac.

### Toponymie de langue régionale
Le nom de Mozac en auvergnat, la langue régionale anciennement parlée, est Mosac en graphie classique (dès le Moyen Âge) et Mouzo en auvergnat moderne (écriture auvergnate unifiée).

## Histoire

### L'abbaye de Mozac
- Le parcours de saint Calmin au VIIe siècle ;
- Bulle de confirmation des biens et privilèges de l’abbaye de Mozac (1165) ;
- Inondation de l'abbaye de Mozac en juin 1783.

### Période contemporaine
- Constitution de la commune de Mozac le 24 février 1790 ;
- Bergounioux, un curé réfractaire en 1790 - 1791 ;
- Les délibérations de la commune de Mozac pendant la Première Guerre mondiale ;
- Les automobiles à Mozac avant les années 60.

## Politique et administration

### Tendances politiques et résultats
En 2014, un nouveau maire a été élu : Marc Régnoux de la liste « Bien vivre à Mozac » avec 51,71 % des voix contre la liste « Mozac Avenir et Solidarité » conduite par André Chanudet (48,29 %). Le taux de participation est de 69,95 %. Le conseil municipal doit se composer de 27 membres dont 6 sont également élus au conseil communautaire.

### Formation de la commune
La commune de Mozac a été officiellement instituée le 24 février 1790 regroupant les deux paroisses du territoire mozacois dépendant de l'abbaye : Saint-Paul et Saint-Martin. Ces deux églises sont supprimées par décision de l'évêque le 4 novembre 1791. Les six derniers moines quittent l'abbaye dont l'église devient la seule du village, devenant la « paroisse Saint-Austremoine ».
À deux reprises dans l'histoire, la municipalité voisine de Riom tenta en vain d'annexer la commune de Mozac dans son territoire : dès la formation des communes en 1790, les élus de Riom portèrent une pétition au conseil général du Puy-de-Dôme, puis lorsque le 20 février 1864 le maire de Riom, Annet Tallon, présenta devant son conseil municipal un exposé « sur la situation de Riom vis-à-vis du village de Mozat et la nécessité de la réunion des deux communes ». Les élus mozacois défendirent leur autonomie dans des contre-exposés et obtinrent toujours gain de cause.

### Liste des maires

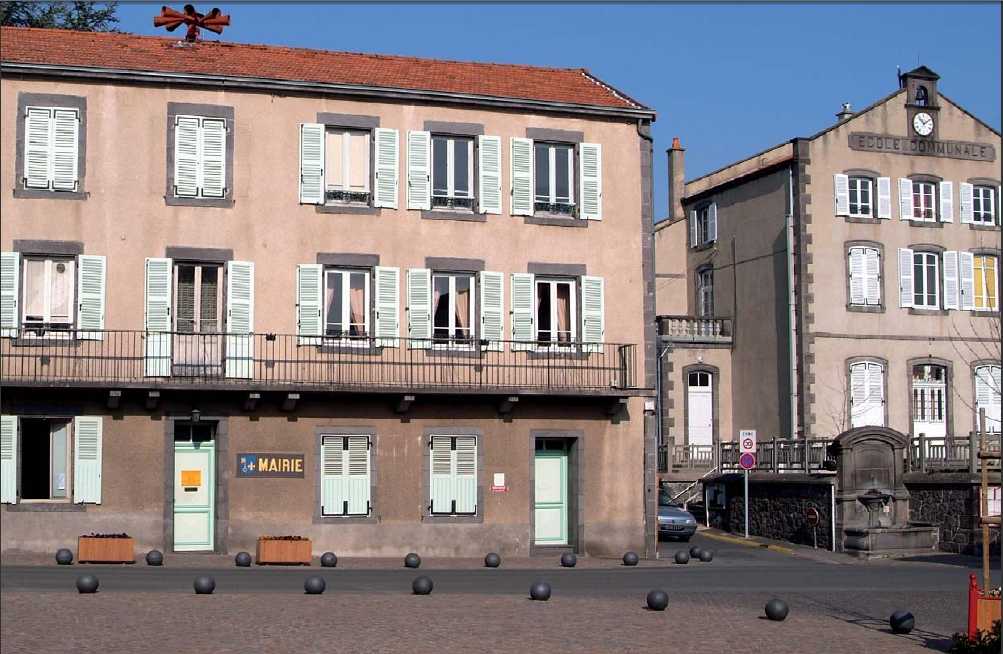
Hôtel de ville de Mozac.

Depuis 1790, vingt-quatre maires se sont succédé  à la tête de la municipalité. Le maire actuel est Marc Régnoux ; il fut désigné par le conseil municipal le 29 mars 2014, à la suite du premier tour des élections municipales, le 23 mars 2014. Il a été réélu pour un second mandat en 2020.
| Période                                  | Période                   | Identité        | Étiquette | Qualité |
| ---------------------------------------- | ------------------------- | --------------- | --------- | --- |
| Les données manquantes sont à compléter. |                           |                 |           | |
| mai 1945                                 | novembre 1947             | Victor Domas    | SFIO      | |
| novembre 1947                            | mai 1953                  | Eugène Thivrier | SFIO      | |
| mai 1953                                 | mars 1965                 | Raymond Hulet   | DVD       | Enseignant Directeur-économe de l'hospice de Volvic |
| mars 1965                                | juin 1995                 | Edmond Vacant   | PS        | Instituteur Député de la 5e (1973-1986) puis de la 6e circonscription du Puy-de-Dôme (1988-1993) Conseiller général du canton de Riom-Ouest (1967-1988) Conseiller général du canton de Pionsat (1992-1997) Conseiller régional d'Auvergne |
| 18 juin 1995                             | 15 mai 2006               | Michel Lepetit  | DVD       | Chimiste chez Michelin Premier vice-président de Riom-Communauté chargé de l'économie (2000-2008) |
| mai 2006                                 | mars 2014                 | Michel Arsac    | DVD       | Premier vice-président de Riom-Communauté chargé de l'économie (2008-2014) |
| mars 2014                                | En cours (au 4 juin 2020) | Marc Régnoux    | DVG       | Expert-comptable Vice-président du Grand Clermont Vice-président de la communauté d'agglomération Riom Limagne et Volcans délégué aux finances et à l'administration                                                                       |

1. ↑  Sa liste « Réussir Mozac » est réélue pour un second mandat lors des élections municipales du 11 mars 2001 (58,44 % face à la liste de gauche menée par Gérard Lachaud qui obtient 41,56 %). Michel Lepetit se présente à l'élection cantonale partielle de Riom-Ouest en mars 2006, sans étiquette mais soutenu par l'UMP, mais est battu au second tour par la candidate socialiste, Dominique Bosse. Il annonce sa démission le 10 mai 2006 pour raison de santé, mais il reste au conseil municipal et vice-président de Riom-Communauté jusqu'à la fin du mandat en mars 2008.
2. ↑  Il a été élu par le conseil municipal à la suite de la démission de Michel Lepetit.
3. ↑  Réélu le 28 mai 2020[27].

### Jumelages
La commune de Mozac a conclu un premier jumelage avec la ville espagnole d'Albalat de la Ribera (proche de Valence) le 22 septembre 2000. Le serment de jumelage a été officiellement signé à Mozac le 14 juillet 2001 entre Michel Lepetit, maire de Mozac, et Juan-Baptiste Ferrando-Miedes, maire d'Albalat de la Ribera.
Le conseil municipal de Mozac, en séance du 23 mars 2009, a décidé de se jumeler avec une deuxième ville. Il s'agit de Bagolino en Italie. Le serment de jumelage a été signé à Mozac le 3 octobre 2009 entre Michel Arsac, maire de Mozac, et Gianluca Dagani, maire de Bagolino.

## Population et société

### Démographie
L'évolution du nombre d'habitants est connue à travers les recensements de la population effectués dans la commune depuis 1793. Pour les communes de moins de 10 000 habitants, une enquête de recensement portant sur toute la population est réalisée tous les cinq ans, les populations de référence des années intermédiaires étant quant à elles estimées par interpolation ou extrapolation. Pour la commune, le premier recensement exhaustif entrant dans le cadre du nouveau dispositif a été réalisé en 2004.

En 2022, la commune comptait 3 889 habitants, en évolution de −0,26 % par rapport à 2016 (Puy-de-Dôme : +2,1 %, France hors Mayotte : +2,11 %).
| 1793  | 1800  | 1806  | 1821  | 1831  | 1836  | 1841  | 1846  | 1851  |
| ----- | ----- | ----- | ----- | ----- | ----- | ----- | ----- | ----- |
| 1 052 | 1 127 | 1 145 | 1 104 | 1 152 | 1 155 | 1 138 | 1 231 | 1 258 |

| 1856  | 1861  | 1866  | 1872  | 1876  | 1881  | 1886  | 1891  | 1896  |
| ----- | ----- | ----- | ----- | ----- | ----- | ----- | ----- | ----- |
| 1 298 | 1 288 | 1 239 | 1 161 | 1 171 | 1 140 | 1 123 | 1 090 | 1 087 |

| 1901  | 1906  | 1911  | 1921 | 1926 | 1931 | 1936 | 1946  | 1954  |
| ----- | ----- | ----- | ---- | ---- | ---- | ---- | ----- | ----- |
| 1 056 | 1 086 | 1 034 | 895  | 938  | 938  | 992  | 1 146 | 1 164 |

| 1962  | 1968  | 1975  | 1982  | 1990  | 1999  | 2004  | 2006  | 2009  |
| ----- | ----- | ----- | ----- | ----- | ----- | ----- | ----- | ----- |
| 1 421 | 1 795 | 2 127 | 3 057 | 3 496 | 3 671 | 3 529 | 3 484 | 3 620 |

| 2014  | 2019  | 2022  | - | - | - | - | - | - |
| ----- | ----- | ----- | - | - | - | - | - | - |
| 3 858 | 3 876 | 3 889 | - | - | - | - | - | - |

D'après la définition de l'INSEE, Mozac était une commune rurale jusqu'au recensement de 1975, lors duquel elle dépasse pour la première fois le seuil des 2 000 habitants. En 1982, elle dépasse les 3 000 habitants. Un pic est atteint lors du dernier recensement exhaustif en 1999 avec 3 671 habitants. Puis, la croissance démographique a marqué le pas ; à cause de sa petite superficie (environ 4 km2), l'urbanisation de la commune arrive à son summum, avec une forte densité de 963 habitants/km2. Toutefois, depuis 2007, Mozac gagne de nouveaux résidents tous les ans, pour atteindre le chiffre record de 3 899 habitants en 2016 (dernières données en date).
La forte croissance de la population de Mozac est un phénomène qui coïncide avec l'étalement urbain de l'agglomération de Clermont-Ferrand pendant les Trente Glorieuses, et aussi avec la présence limitrophe de la sous-préfecture de Riom.
La situation géographique de Mozac a favorisé l'implantation immobilière accrue rencontrée après la Seconde Guerre mondiale (dernier mouvement d'exode rural terminé en 1975). Deux facteurs sont à souligner : la proximité de la capitale auvergnate et le site en lui-même (plaine de la Limagne).
Deux maires successifs, qui ont administré Mozac, ont construit de nouveaux quartiers résidentiels, en dehors du bourg (centre historique) : Raymond Hulet (de 1953 à 1965) et surtout Edmond Vacant (de 1965 à 1995). Ainsi, à partir de 1973, une bonne partie du sud du territoire communal accueille un vaste lotissement, géré à l'origine par la société Michelin pour loger ses salariés.

### Enseignement

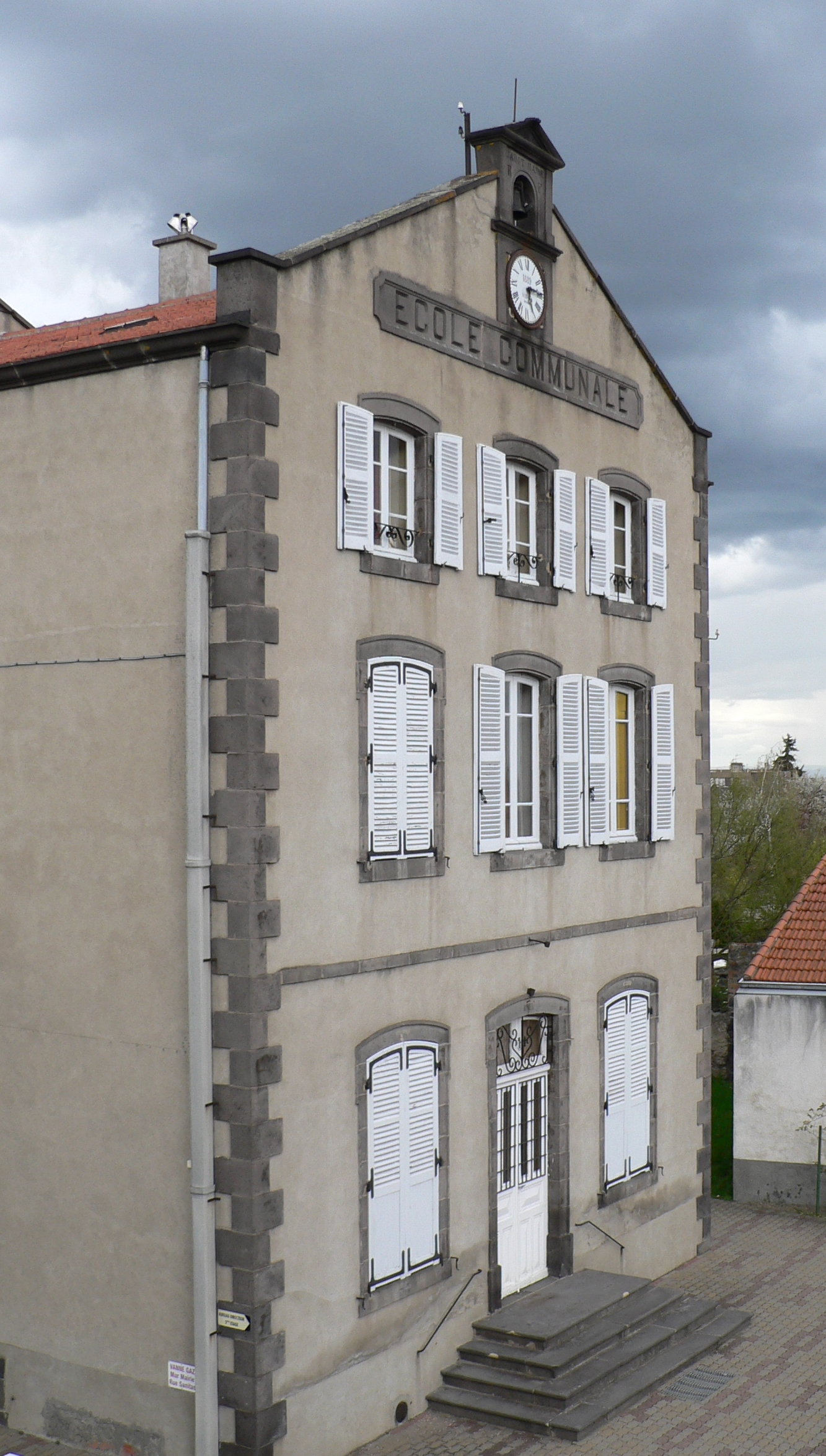
École communale de Mozac construite dans les années 1880.

Les établissements scolaires de Mozac sont rattachés à l'académie de Clermont-Ferrand. La commune dispose sur son territoire de deux écoles publiques : une école maternelle appelée « La Mosaïque » (par jeu de mots avec le nom de la commune) et une école élémentaire (rue Louis-Sanitas, nom d'un ancien directeur). Le plus vieux bâtiment du groupe scolaire a été construit dans les années 1880 sous la municipalité de Jacques Jabot.
Une partie des enfants de Mozac, conformément à la carte scolaire vont à l'école élémentaire Jean-Rostand située dans la rue des Boules de la commune voisine, Riom, limitrophe du territoire de Mozac. Réciproquement, des enfants riomois du quartier du Champ d'Ojardias et du faubourg de Mozac (jouxtant Mozac) sont inscrits à Mozac.
Pour leur scolarité dans le secondaire, les élèves mozacois peuvent se rendre ensuite dans les collèges et lycées riomois : collège public Pierre-Mendès-France, lycée public Claude-et-Pierre-Virlogeux ou Pierre-Joël-Bonté, collège et lycée privé Sainte-Marie.
Les études supérieures post-bac se font généralement à l'université Clermont-Auvergne.

### Manifestations culturelles et festivités
- Foire du 1er mai qui existe au moins depuis 1248[36].

### Sports
Mozac a été ville de passage de la 13e étape du Tour de France 2020, le 11 septembre 2020, reliant Châtel-Guyon au puy Mary. Mozac a également été traversé par la 1re étape du Tour de France Femmes 2023, le 23 juillet 2023, faisant une boucle dans le département du Puy-de-Dôme autour de Clermont-Ferrand, à la fois ville de départ et d'arrivée.

#### Infrastructures sportives
À côté de la salle de l'Arlequin, se trouve un important complexe sportif appelé « Edmond-Vacant » (du nom de l'ancien maire, de 1965 à 1995) qui se situe au lieu-dit les Haires. Il comprend un terrain d'honneur de football avec des tribunes, deux terrains d'entraînement, un gymnase (avec une salle de basket-ball), une salle de gymnastique équipée, et un dojo de judo). Contre les terrains d'entraînements de football, il y a une piste homologuée de BMX rénovée en 2009 et un terrain de pétanque de compétition. Le complexe sportif possède également un centre de tennis couverts Henri-Cochet avec un club-house.

#### Associations sportives
Plusieurs associations sportives (loi de 1901) sont présentes à Mozac dont :
- le club « Mozac Volvic Basket » ;
- Energie Cycles Mozac, Club dynamique de jeunes vététistes. Régulièrement sélectionnés aux championnats de France et organisateurs d'evènements tels que trails de course à pied ou randonnées (cyclistes et pédestres).
- le club de football US Mozac : l'équipe a atteint en 2006 la division d'Honneur, le plus haut niveau régional, enchaînant ainsi deux montées en deux ans. Cette même année, l'US Mozac s'est également hissée jusqu'au huitième tour de la Coupe de France.

## Économie
À l'ouest de la commune, au bord de la route départementale 986, s'étend sur 90 hectares une zone artisanale et industrielle appelée « Espace-Mozac ». Elle se poursuit sur les communes voisines d'Enval, Malauzat et Volvic (où se trouve l'usine d'embouteillage des eaux de Volvic).
Espace-Mozac est né dans les années 1990 de la volonté des communes de Mozac, Enval et Malauzat pour regrouper les commerces qui s'étaient implantés de manière anarchique à partir des années 1960. Aujourd'hui, la gestion économique et administrative d'Espace-Mozac est du ressort de la communauté de communes Riom-Communauté qui en a la compétence exclusive à la place des communes.
Sur cette même route, Mozac accueille le siège de la Chambre de commerce et d'industrie de Riom. Elle gère un hôtel d'entreprises.
La commune abrite le siège social de deux grandes entreprises (réalisant plus de 10 M€ de chiffre d'affaires).[réf. nécessaire]

## Culture et patrimoine

### Lieux et monuments

#### Abbaye de Mozac

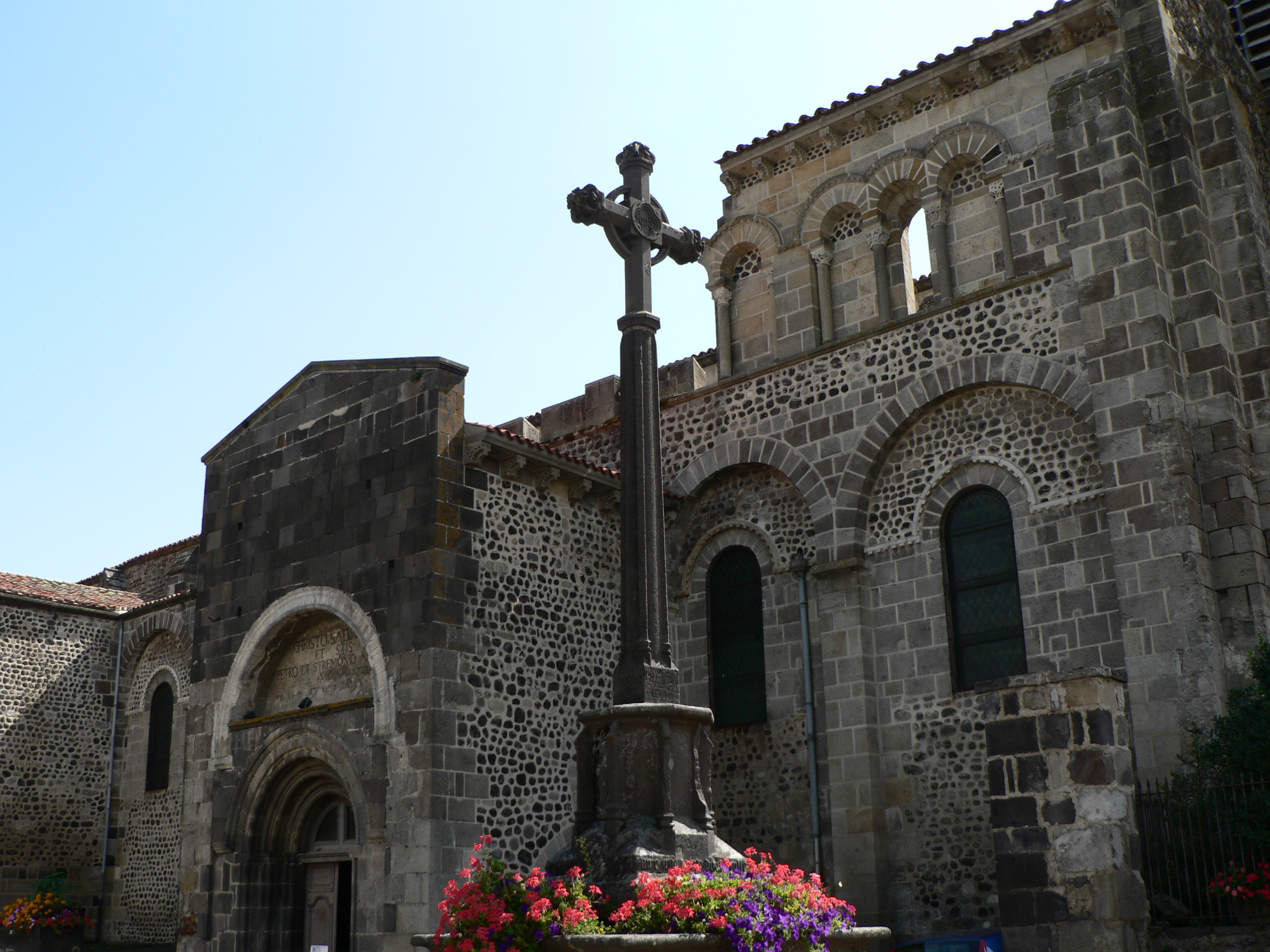
Église abbatiale Saint-Pierre de Mozac.

L'abbaye de Mozac, qui a été fondée au VIIe siècle par saint Calmin, était jusqu'à la Révolution l'une des plus puissantes d'Auvergne, avec une quarantaine de prieurés dans la province dont, pour les plus importants, Marsat (couvent de moniales), Volvic, Royat, Saint-Germain-des-Fossés, etc. L'abbaye de Mozac fut rattachée à l'ordre de Cluny en 1095, lors du lancement à Clermont de la première croisade, par le pape Urbain II.
L'édifice roman a été très endommagé par des tremblements de terre au XVe siècle. Le chœur, le transept, le bas-côté sud et le cloître ont été restaurés par l'abbé Raymond de Marcenat, dans un nouveau style architectural, le gothique, et en utilisant un matériau connu seulement depuis le XIIIe siècle, la pierre de Volvic. Les éléments tombés à terre, comme les nombreux chapiteaux romans, en calcaire, ont été réemployés dans la reconstruction gothique. Ainsi, une trentaine de chapiteaux du XIIe siècle ont été découverts et sont aujourd'hui exposés dans le musée lapidaire attenant à l'église.
Seuls le bas-côté nord (façade visible depuis la rue) et la nef ont subsisté des destructions. Sur les colonnes de la nef, quarante-sept chapiteaux romans font de Mozac un haut lieu de la sculpture romane, comme Conques, Autun ou Vézelay. L'église abbatiale adoptait un plan basilical et par son architecture aurait pu être classée parmi les édifices majeurs de l'art roman auvergnat au même titre qu'Issoire, Notre-Dame du Port, Saint-Nectaire et Saint-Saturnin.
La commune de Mozac adhère à la Fédération européenne des sites clunisiens, association européenne qui s'occupe de la promotion des sites historiques qui dépendaient de l'ordre de Cluny éteint à la Révolution.
Classée « monument historique » en 1840, l'abbaye de Mozac est surtout considérée comme un « site emblématique » dans le Grand itinéraire culturel européen, label décerné à la Fédération européenne des sites clunisiens par le Conseil de l'Europe.
Le 11 octobre 2021, le Conseil municipal de Mozac a délibéré pour déposer sa candidature à l'inscription au patrimoine mondial de l'UNESCO, portée par la Fédération européenne des sites clunisiens (liste « Cluny et les sites clunisiens européens »). Le périmètre concerné par une éventuelle inscription serait l'ensemble du domaine de l'abbaye (l'église, les bâtiments conventuels et le parc), soit près de 4 ha déjà classés au titre des Monuments historiques.

##### Les nuits du cloître - abbaye de Mozac
Une association en partenariat avec la ville de Mozac organise chaque année un festival intitulé Les nuits du cloître - abbaye de Mozac qui consiste en sept rendez-vous culturels pendant la saison estivale, de juin à fin août. Le festival a été créé à l'initiative de cinq élus municipaux en 2021. Les soirées sont éclectiques : concert rock, musique classique, pièce de théâtre, déambulation guidée nocturne, art urbain, spectacle vivant, etc. Comme son nom l'indique, le festival se déroule en nocturne dans la cour du cloître de l'abbaye (les galeries ayant disparu après la Révolution), les bâtiments monastiques et la façade sud de l'église étant illuminés pour l'occasion.

##### La Galerie - abbaye de Mozac
Il s'agit d'un lieu destiné à recevoir des expositions et des événements culturels tout au long de l'année. Elle occupe le bâtiment sud de l'abbaye de Mozac contre la cour du cloître (le réfectoire des moines autrefois), qui est depuis 2007 la propriété de la commune. La ville de Mozac a ouvert La Galerie - abbaye de Mozac en 2022 et propose pour cette première année neuf expositions d'artistes de mai à décembre.

#### La coulée verte, un site remarquable
Un système hydraulique très complexe composé d'un répartiteur et d'une série de biefs permettait le partage des eaux entre l'abbaye, les moulins et les zones de maraîchage depuis Enval jusqu'à Riom. Certains éléments sont encore visibles.

#### Borne de justice
Sur les sept bornes en pierre de Volvic plantées en 1348 pour délimiter les territoires de la ville de Riom et de l'abbaye de Mozac (voir supra : « Site »), une seule est restée en place. Rappelons que les officiers révolutionnaires ont repris intégralement cette frontière du XIVe siècle pour créer la limite de communes.
Cette borne se situe au croisement des rues Henri-Pourrat et Saint-Calmin. Elle représente sur une face la fleur de lys symbolisant la ville royale de Riom, et sur l'autre, une crosse abbatiale est sculptée pour l'abbaye de Mozac. Elle est classée monument historique depuis 1972 et elle est propriété de la commune.

#### Château de Portabéraud

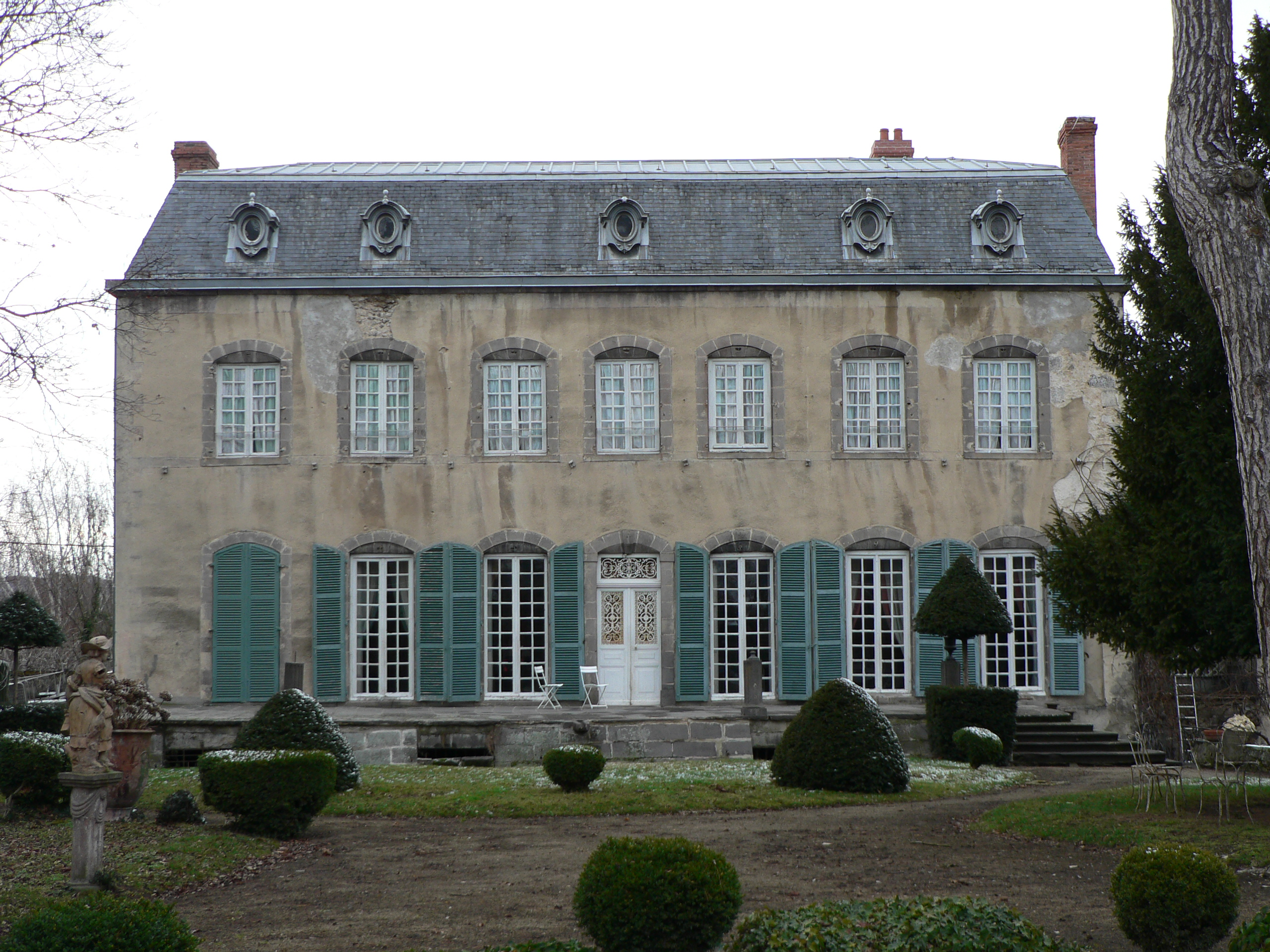
Château de Portabéraud (façade Sud).

Cette gentilhommière, inscrite au titre des monuments historiques depuis le 26 janvier 1998, a été construite au sud de l'abbaye au XVIIe siècle. L'origine de son nom, Portabéraud, est mystérieuse mais laisse supposer qu'il s'agissait d'une porte (porta) de l'ancienne enceinte de l'abbaye.
Cette demeure seigneuriale fut transformée et réaménagée au XVIIIe siècle par l'architecte Legay. C'est un parfait exemple des folies construites par les notables du siècle des Lumières. Il faut admirer le portail et les escaliers ornés de ferronneries très typiques de l'art auvergnat du XVIIIe siècle, les statues de terre cuite du jardin, les pièces principales du château avec leurs portes sculptées, les plafonds à la française, les boiseries de style Louis XV, les sols en pierre de Volvic. La chapelle privée présente des panneaux de gypserie et des peintures naïves. Ces dernières ont été peintes par la fille de Gabriel Mercier, propriétaire du château à la fin du XVIIIe siècle.
Portabéraud était donc la résidence du premier magistrat de la commune, Gabriel Mercier (maire du 28 février 1790 au 13 novembre 1791). C'est la raison pour laquelle le château est également appelé « folie Mercier ».

#### Moulin Cheminat
Ce moulin situé non loin de l'abbaye avait la particularité d'être alimenté par deux ruisseaux : l'Ambène et les Moulins-Blancs.

#### Maisons remarquables
- Maison Gaby, du XVIe siècle.
- Maisons vigneronnes traditionnelles, avec un escalier extérieur donnant accès au logement et, au rez-de-chaussée, la cave et la soue (porcherie).

### Équipements culturels
L'Arlequin : La commune de Mozac est propriétaire d'une salle de spectacles, L'Arlequin (rue Louis-Dalmas). Ce complexe d'animation est utilisé en priorité par les associations mozacoises, la commune pour les événements culturels, et par les particuliers en location. La municipalité organise chaque année une saison culturelle, de septembre à juin : théâtre, concerts, spectacles humoristiques, etc.
La salle de L'Arlequin est modulable en différentes configurations avec une cloison mobile (grande salle de 370 m2) et contient 500 places assises pour les conférences et les spectacles ; 215 places pour les repas et conférences.
La salle capitulaire : L'ancienne salle de réunion du chapitre des moines, située au rez-de-chaussée du presbytère de l'abbaye, est propriété communale et est utilisée par la commune et les associations comme lieu d'expositions d'art.
La maison des associations : Quelques associations à vocation culturelle comme l'harmonie municipale sont réunies allée des Peupliers, dans une maison des associations, inaugurée en septembre 2011. Ces locaux peuvent accueillir des expositions ou des manifestations ponctuelles.

### Personnalités liées à la commune
- Saint Calmin : fondateur au VIe ou VIIe siècle des abbayes de Mozac, Laguenne et du Monastier-Saint-Chaffre.
- Sainte Namadie : épouse de Calmin, fondatrice du prieuré de Marsat, dépendant par la suite de l'abbaye de Mozac. Ses ossements sont conservés avec ceux de son mari dans la châsse reliquaire en émaux de Limoges (fin XIIe siècle) exposée en l'abbaye.
- Gilbert Génébrard : théologien chrétien, qui a été d'abord moine à l'abbaye de Mozac au XVIe siècle.

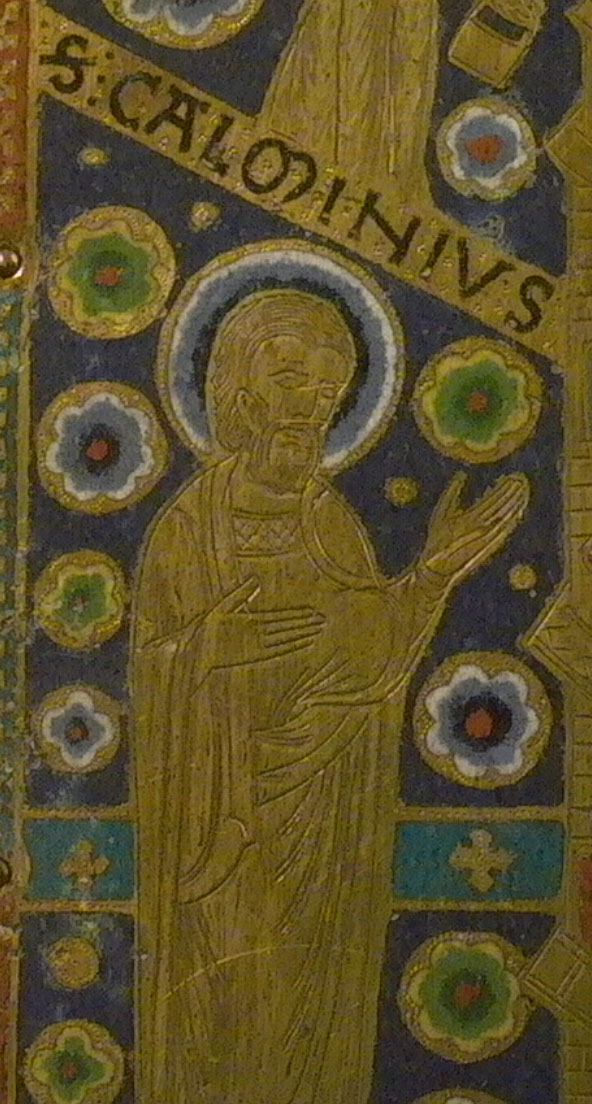
Saint Calmin.
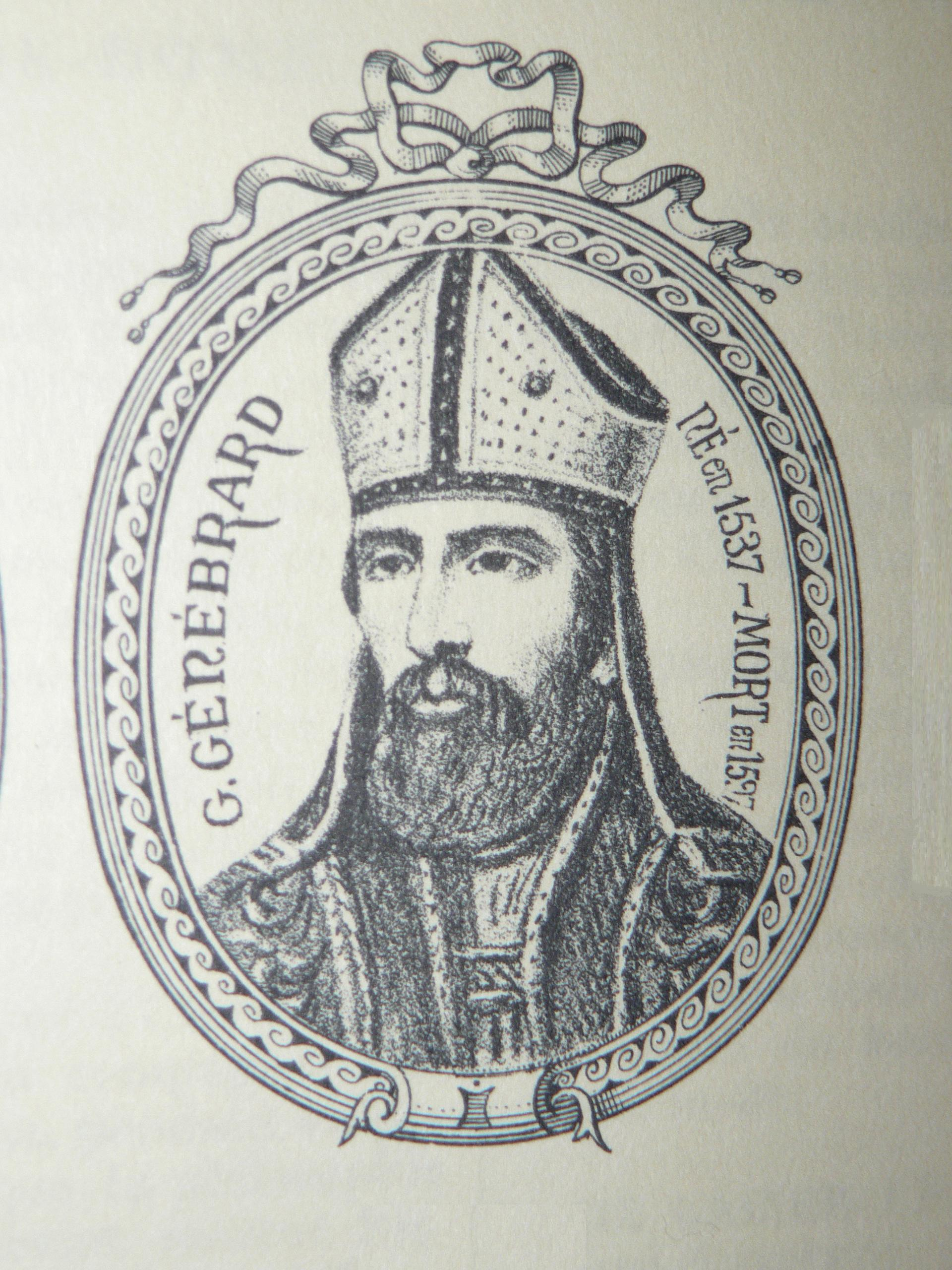
Gilbert Génébrard.